# Bulukerto (Bumiaji)
Bulukerto is een bestuurslaag in het regentschap Batu van de provincie Oost-Java, Indonesië. Bulukerto telt 5857 inwoners (volkstelling 2010).